# Елл Метьюс (актор)
Елл Метью (нар. 21 листопада 1942 — 22 вересня 2018) — американський актор та фолк-співак британського походження, що народився у Брукліні, штат Нью-Йорк. Найвідоміша його роль в кіно сержанта Ейпон у фільмі Джеймса Кемерона Чужі (1986). Через 27 років після цього Елл Метью озвучив гру Чужі: колоніальні морпіхи (2013), де його персонажем знову був сержант Ейпон.

## Військова кар'єра
Елл Метью служив у корпусі морської піхоти США під час війни у В'єтнамі. На своєму сайті він написав:
Я провів шість років у морській піхоті США; я отримав тринадцять бойових нагород, включаючи два пурпурових серця. Я був першим чорним морським піхотинцем у 1-й дивізії морської піхоти у В'єтнамі, якого за сумлінну службу підвищили до звання сержанта; я служив у батареї Кіло, четвертий батальйон, 11-го морського полку, 1-ї дивізії корпусу морської піхоти, чим я дуже пишаюся.

## Акторська та музична кар'єра
Елл Метью зіграв різні театральні ролі, такі як Фергюсон в Чорновий (англ. Rough Cut; 1980), працівник у Омен 3: останній конфлікт (1981), ветеран В'єтнаму у Відправнику (1982), начальник пожежної служби у фільмі Супермен 3 (1983), Бенедикт в Американському шлях (1986), генерал Тюдор у фільмі П'ятий елемент (1997) та майстер-сержант № 3 у Завтра не помре ніколи (1997). Він також працював на британському телебаченні, виступаючи у Грейндж Гілл, як батько Бенні Гріна, а також в театрі та на радіо. Зокрема, він був актором на Бі-бі-сі Радіо 4 та ведучим на Бі-бі-сі Радіо-1 і Capital Radio. У 1975 році він представив музичний хіт у чарті Великої Британії «Дурень» (англ. "Fool"), який досяг 16-го місця восени того ж року.

## Смерть
На початку 2000-х років переїхав до Іспанії. Елл Метью був знайдений сусідом о 10 вечора 22 вересня 2018 року. Він помер у віці 75 років.

## Часткова фільмографія
- Янкі (1979) темношкірий морпіх на танцполі
- Грубе ограновування (1980), Фергюсон
- Омен 3: останній конфлікт (1981), працівник
- Регтайм (1981), метрдотель
- Відправник (1982), ветеран В'єтнаму
- Супермен 3 (1983), начальник пожежної служби
- Смішні гроші (1983), 1-й капот
- Захист Королівства (1986), перший американський регулятор
- Американський шлях (1986), Бенедикт
- Чужі (1986), комендор-сержант Ейпон
- Грозовий понеділок (1988), ді-джей на радіо
- Американська рулетка (1988), Моррісі
- П'ятий елемент (1997), генерал Тюдор
- Завтра не помре ніколи (1997), майстер-сержант № 3